# 同乐镇 (乐业县)
同乐镇，是中华人民共和国广西壮族自治区百色市乐业县下辖的一个乡镇级行政单位。

## 行政区划
同乐镇下辖以下地区：
三乐社区、新兴社区、新业社区、立新社区、常仁村、平寨村、龙洋村、央林村、丰洞村、刷把村、六为村、上岗村、九利村、石合村、百龙村、武称村、龙门村、达存村和鱼塘村。